# Республіка Прекмур'я
Республіка Прекмур'я, Мурська республіка (угор. Vendvidéki Köztársaság, Mura Köztársaság, словен. Murska Republika, Republika Prekmurje) — короткотривале державне утворення на сході Словенії. Лідером держави був Вільмош Ткалець — директор школи і кантор з Чреншовців.
21 березня будапештські комуністи проголосили Угорську Радянську республіку. Уряд Вільмоша Ткалця був соціалістичним, але прекмурські словенці не були підзвітні комуністичній партії Бели Куна.
Ткалець з кількома близькими друзями 29 травня в Мурска-Собота проголосив республіку Прекмур'я. Але складовою частиною новоствореної Республіки визнали себе лише декілька населених пунктів і тільки один 83-й угорський піхотний полк. 6 червня 1919 року Угорська Червона армія окупувала Прекмур'я і Вільмош Ткалець утік до Австрії. 1 серпня Угорська Радянська республіка була ліквідована румунськими військами і незабаром сербська армія увійшла до Прекмур'я.